# Parc naturel Serranía de Cuenca
Le parc naturel Serranía de Cuenca est un parc naturel espagnol situé au nord-est de la province de Cuenca, dans la sierra du même nom. Il est proche, à son extrémité nord-ouest, du parc naturel du Haut-Tage. Il occupe une surface approximative de 73.000 hectares sur 10 communes et il a été créé par la Loi 5/2007 de la communauté autonome de Castille-La Manche. On y trouve l'une des meilleures masses forestières du centre de la péninsule en raison de ses bois mixtes et ses pinèdes étendues. Certains lieux d'intérêt de la chaîne de montagnes sont catalogués comme Site Naturel d'Intérêt National ou Monument Naturel.

## Sites d'intérêt
Dans le parc naturel Serranía de Cuenca et aux alentours se trouvent les sites suivants:
- Ciudad Encantada, déclarée Site Naturel d'Intérêt National.
- Naissance de la Rivière Cuervo, Monument Naturel.
- Parc Cynégétique Expérimental de El Hosquillo.
- Callejones de Las Majadas.
- Lagunas de Cañada del Hoyo, Torcas de Los Palancares et Tierra Muerta, Monument Naturel.
- Torcas De Lagunaseca, Monument Naturel.
- Hoz De Beteta et Sumidero de Mata Asnos, Monument Naturel.
- Vallée de la rivière Escabas.
- Réserve Naturelle de la Laguna del Marquesado.
- Laguna de Uña et Barrage de La Toba.
- Naissance de la rivière Jucar.
- Ventano del Diablo et crtados del Jucar.
- Laguna del Tobar.
- Hoz Du Solán de Cabras.
- Hoz De Tragavivos.

Le parc naturel de la Serranía de Cuenca compte trois centres d'interprétation, le principal et le plus ample dans la localité de Tragacete, un autre à Uña, consacré intégralement à l'eau, et un dernier à Valdemeca, centré sur la botanique du parc naturel.

## Flore

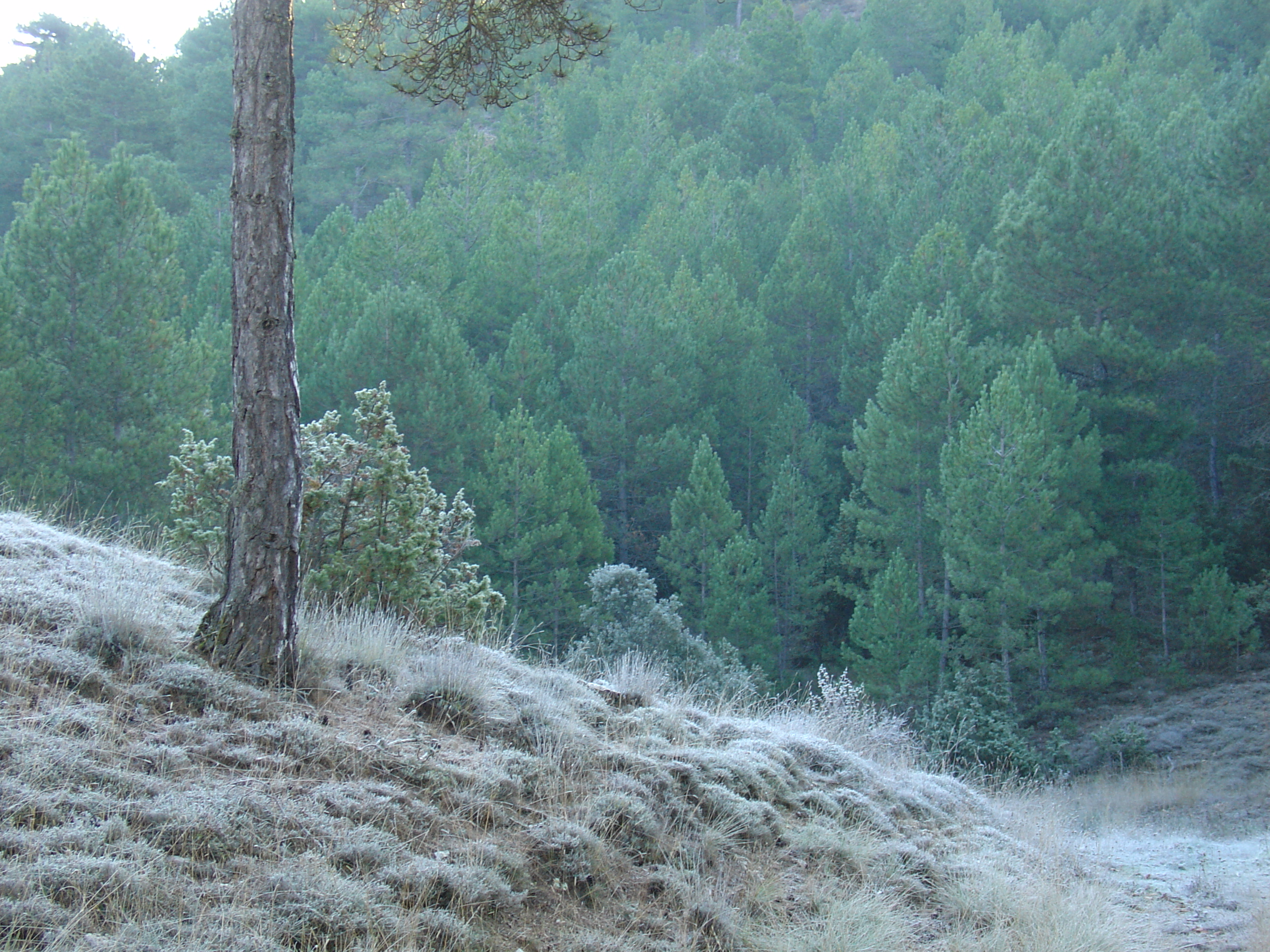
Pinèdes à Valdemeca

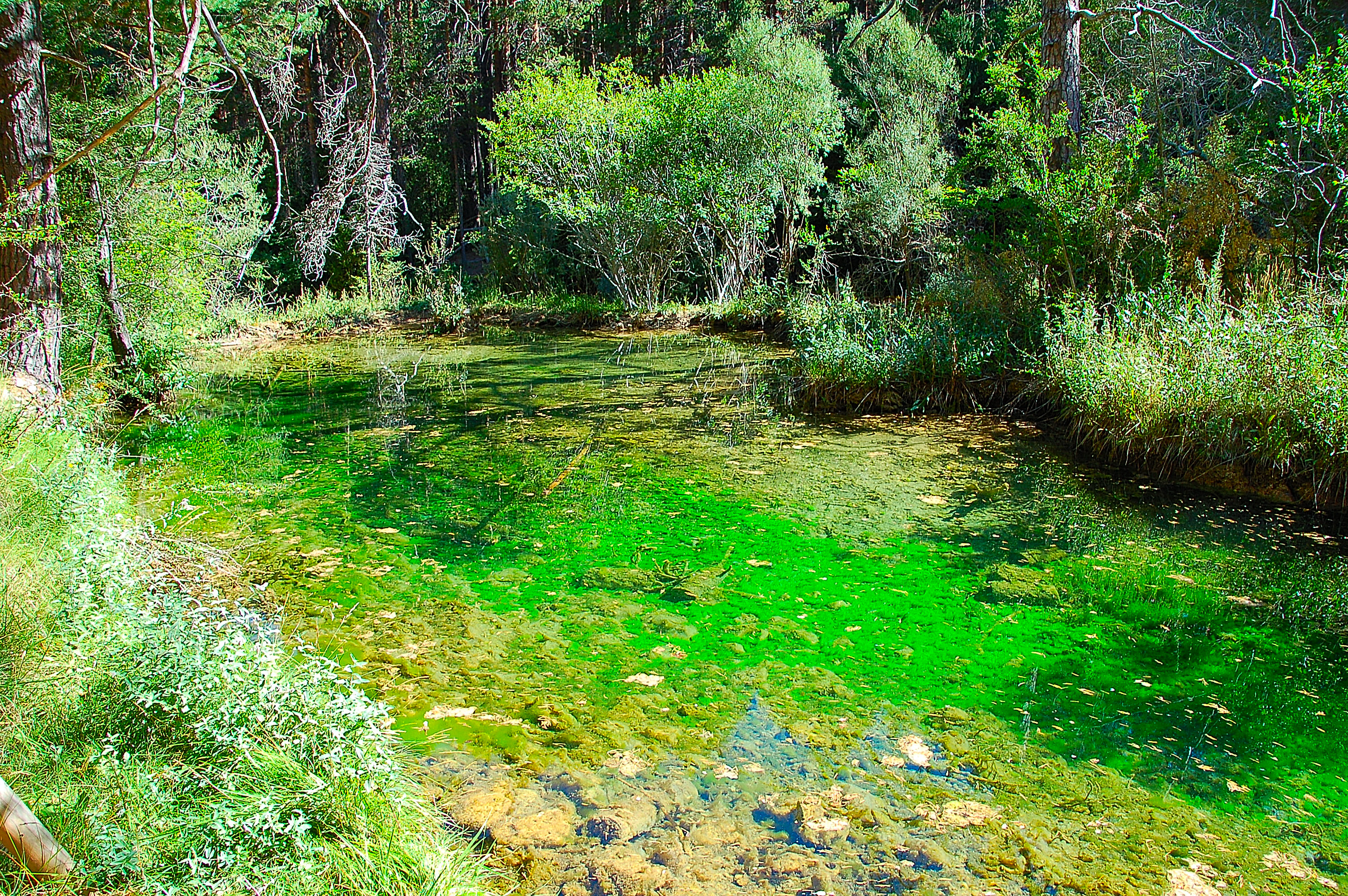
Rivière Cuervo

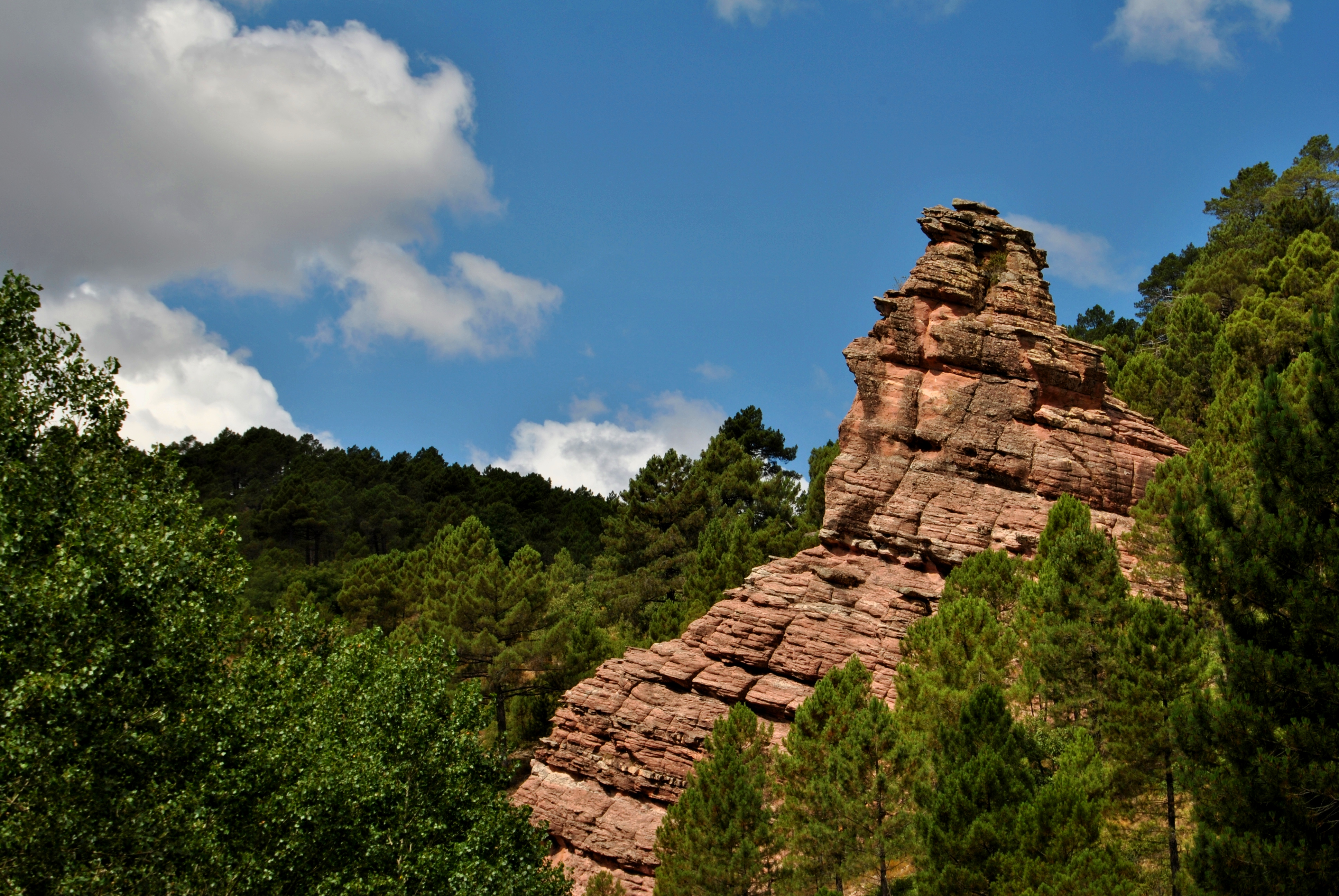
Formations rocheuses à Cañete

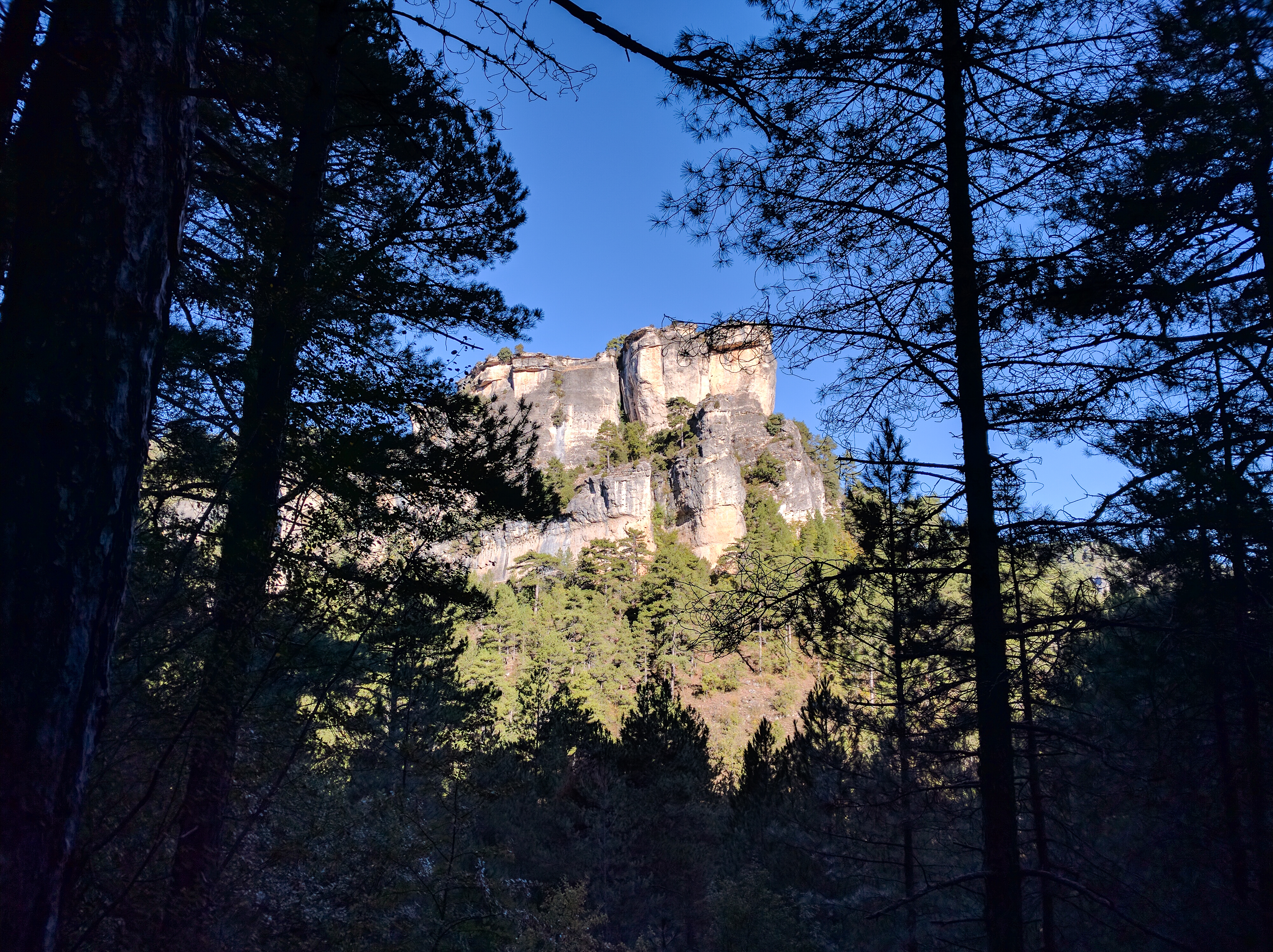
Sentier botanique à la Hoz de Beteta

Le territoire se distingue par la grande continuité et étendue des masses forestières, et particulièrement les pinèdes qui dominent le paysage végétal, situation partagée avec le parc naturel du Haut-Tage voisin, les deux territoires constituant ensemble une des masses forestières naturelles les plus étendues d'Espagne. La diversité de flore de ce territoire est augmentée par la présence, entre les haut marais et les plateaux, de nombreuses gorges creusées par les rivières, dont les particularités édaphiques, physiographiques et microclimatiques ont fait un important refuge de flore euro-sibérienne, avec de notables disjonctions pyrénéennes, ainsi que la flore de roche et de rivière.
Le relief et les étages climatiques conditionnent le type de végétation et favorisent le développement de microclimats locaux. Ainsi dans les canyons et les gorges, comme les précipices de Uña-Villalba de la Sierra, se réfugient des bois de tilleuls et des bois mixtes exigeants en environnements humides et frais, microclimat créé à l'abri des murs calcaires jurassiques qui le flanquent.

### Etage inférieur
Entre 600 et 1000 mètres s'étendent les zones basales de la Serranía de Cuenca (Villalba de la Sierra, Portilla et Arcos de la Sierra). A cet étage, on trouve l'yeuse et le pin maritime en abondance. La strate arbustive sur les substrats basiques se compose de genévriers de Phénicie, lavandes, thyms, genêts épineux et coussins de belle-mère, accompagnés par une strate herbacée de Brachypodium et autres graminées. Alors que sur les substrats sablonneux dominent les maquis, landes et lavandes. Les rives des principaux cours fluviaux sont bordées de peupleraies noires et de saulaies.

### Etage moyen
Entre 1000 et 1500 mètres se développent les meilleures masses forestières de la sierra, composée en majorité par des pinèdes. Le paysage est dominé par le pin noir (Pinus nigra) et les chênaies (Quercus faginea), qui se mêlent avec les yeuses (Quercus ilex, sous espèce ballota) et les genévriers (Juniperus thurifera) dans les lieux les plus exposés et thermiques.
Les pinèdes de pin noir constituent le paysage végétal le plus représentatif et étendu de la Serranía de Cuenca, ils dominent sur des substrats calcaires. Ils sont et ont été exploités traditionnellement pour les excellentes qualités de leur bois pour la scierie et la construction. Ils s'associent à des bois de chênes, des genèvriers et des bois mixtes eurosibériens, constituant de véritables formations mixtes d'une grande valeur paysagistique.

### Etage supérieur
Au-delà de 1500 mètres, grandissent les bois de pin sylvestre (Pinus sylvestris), lesquels enrichissent leur cortège de flore avec des genévriers (Juniperus sabina) en substrats calcaires et avec des landes sur les sols silicieux. L'aspect chromatique de ces bois aux connotations centre-européennes est enrichi par la compagnie de houx, ifs, alisiers et chênes.

## Faune

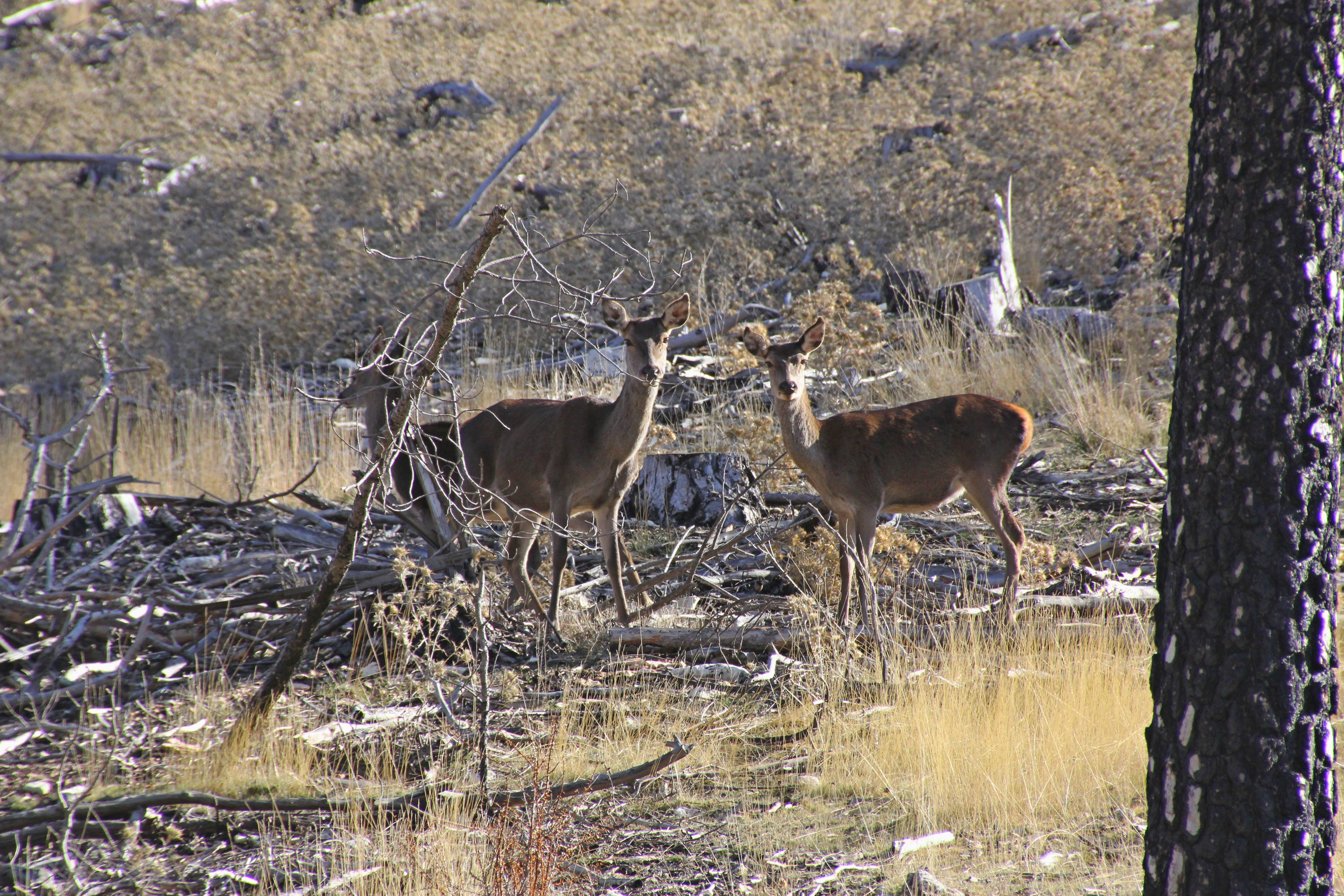
Cerfs dans la chaîne de montagnes.

Depuis qu'en 1973 a été établie une réserve nationale de chasse sur son secteur central, la population de chevreuils, sangliers et mouflons n'a fait que croître de manière spectaculaire. En plus, la chaîne de montagne héberge également le bouquetin ibérique.
Les vautours fauves et autres rapaces sont nombreux. Dans la laguna del Tobar, ou de Uña, il y a des concentrations de foulques macroules, anatidae et autres oiseaux aquatiques, ainsi que des loutres.
Une appréciable valeur de conservation a été reconnue également pour la faune troglodite (au moins pour les chiroptères cavernicoles) et pour quelques groupes d'invertébrés comme les lepidoptères, le reste demandant plus de recherche.
Toutes les eaux du Parc ont l'état “d'eaux à truites", constituant un réservoir de cette espèce et beaucoup d'autres, dont certaines sont des endémismes ibériques comme le barbeau et la bermejuela (Achondrostoma arcasii). On y trouve aussi l'écrevisse à pattes blanches menacée.